# Márványos virágbogár
A márványos virágbogár (Protaetia lugubris) a rovarok (Insecta) osztályának a bogarak (Coleoptera) rendjébe, ezen belül a mindenevő bogarak (Polyphaga) alrendjébe és a ganajtúrófélék (Scarabaeidae) családjába tartozó faj. A Kárpát-medencében is elterjedt, de ritka faj.

## Elterjedése
Euroszibériai elterjedésű faj; Magyarországon sok helyen előfordul, de általában ritkának mondható.
Gyűjtési adatai májustól szeptemberig vannak.

## Megjelenése
A márványos virágbogár 20–25 mm nagyságú, zömök felépítésű bogár. Teste felül bronzbarna, olykor zöldes árnyalattal, alul szintén bronzos vagy fémzöld. Az előtor korongján és a szárnyfedőkön sűrű, hullámos, fehér harántmintázat figyelhető meg. Az előhát oldalszéle nem vagy csak elmosódottan szegélyezett.  A mellközép nyúlványa lapos, korong alakú. Lábai fémzöld színűek, a lábszárakon fehér térdfoltok nélkül. A hímek potroha hosszanti irányban benyomott.

## Életmódja
Az imágó főként fák kifolyó nedvén táplálkozik, ritkán virágot, erjedt gyümölcsöt is látogat. Elterjedési területén a cseres-tölgyesek tipikus bogara; főként alacsonyabb hegyvidéken és dombvidéken fordul elő.
Szaproxilofág faj; lárvája fakorhadékban, faodvakban és tuskókban fejlődik.